# ابویحیی بن عبدالحق
ابویحیی بن عبدالحق (انگلیسی: Abu Yahya ibn Abd al-Haqq; نامشخص – ۱۲۵۸) سلطان مرینیان مراکش از سال ۱۲۴۴ تا ۱۲۵۸ میلادی بود.